# Élections communales et provinciales belges de 1994
Les élections communales et provinciales belges de 1994 se sont déroulées le dimanche 9 octobre 1994 en Belgique.

## Élections provinciales
| Province            | Électeurs | sièges | CVP       | VLD        | SP         | AGALEV | Vl.Blok | Volksunie-ID     | Autres            |
| ------------------- | --------- | ------ | --------- | ---------- | ---------- | ------ | ------- | ---------------- | ----------------- |
| Anvers              | 1.203.576 | 84     | 27        | 13         | 15         | 9      | 16      | 2                | 1 (WOW) 1 (PATSY) |
| Brabant flamand     | 743.780   | 75     | 23        | 17         | 13         | 6      | 6       | 5                | 5 (UF)            |
| Flandre-Occidentale | 862.508   | 84     | 40        | 15         | 20         | 4      | 3       | 2                |                   |
| Flandre-Orientale   | 1.038.644 | 83     | 33        | 22         | 17         | 4      | 6       | 1                |                   |
| Limbourg            | 538.754   | 75     | 29        | 17         | 20         | 2      | 3       | 4                |                   |
|                     |           |        | PS        | PRL        | PSC        | Ecolo  | FN      | Autres           |                   |
| Brabant wallon      | 231.969   | 56     | 14        | 20         | 12         | 7      | 3       |                  |                   |
| Hainaut             | 860.476   | 84     | 40        | 17         | 18         | 5      | 4       |                  |                   |
| Liège               | 666.799   | 80     | 30 1 (SP) | 16 1 (PPF) | 18 1 (CSP) | 8      | 1       | 3 (AGIR) 1 (PDB) |                   |
| Luxembourg          | 171.690   | 47     | 12        | 15         | 19         | 1      | 0       |                  |                   |
| Namur               | 314.881   | 56     | 19        | 13         | 18         | 4      | 2       |                  |                   |

## Élections communales
Les résultats dans les communes les plus peuplées par région :

### Région flamande
| Commune       | Électeurs | sièges | CVP      | VLD | SP | Vl.Blok | Volksunie-ID | AGALEV | Autres             |
| ------------- | --------- | ------ | -------- | --- | -- | ------- | ------------ | ------ | ------------------ |
| Anvers        | 329.605   | 55     | 9 (ANTW) | 7   | 13 | 18      | voir ANTW    | 7      | 1 (WOW)            |
| Gand          | 171.283   | 51     | 11       | 12  | 12 | 7       | 2            | 5      | 1 (GENT) 1 (WOW)   |
| Bruges        | 91.114    | 47     | 18       | 7   | 15 | 3       | 1            | 3      |                    |
| Louvain       | 65.093    | 43     | 12       | 5   | 19 | 2       | 1            | 4      |                    |
| Malines       | 56.241    | 41     | 10       | 7   | 10 | 9       | 1            | 3      | 1 (CDV)            |
| Alost         | 60.683    | 41     | 10       | 14  | 10 | 3       | 2            | 2      |                    |
| Courtrai      | 58.296    | 41     | 24       | 6   | 5  | 2       | 1            | 3      |                    |
| Hasselt       | 51.520    | 39     | 13       | 6   | 14 | 2       | 1            | 3      |                    |
| Saint-Nicolas | 51.875    | 39     | 13       | 4   | 11 | 5       | 3            | 2      | 1 (WOW)            |
| Ostende       | 55.086    | 39     | 9        | 8   | 12 | 3       | 2            | 1      | 2 (DEMO) 1 (OBL)   |
| Genk          | 34.036    | 39     | 19       | 4   | 6  | 3       | .            | 3      | 3 (NIEUW) 1 (PVDA) |
| Roulers       | 41.443    | 37     | 17 (VCV) | 8   | 8  | 1       | .            | 2      | 1 (RRNU)           |

### Région wallonne
| Commune     | Électeurs | Sièges | PS | PRL     | PSC | Ecolo | FN | Autres           |
| ----------- | --------- | ------ | -- | ------- | --- | ----- | -- | ---------------- |
| Charleroi   | 133.227   | 51     | 32 | 6       | 6   | 2     | 5  |                  |
| Liège       | 125.601   | 49     | 18 | 10      | 12  | 5     | 2  | 2 (AGIR)         |
| Namur       | 76.429    | 47     | 17 | 5       | 13  | 5     | 3  | 4 (IC)           |
| Mons        | 60.228    | 45     | 20 | 7 (MDL) | 10  | 4     | 2  | 2 (ARL)          |
| La Louvière | 44.116    | 41     | 21 | 6       | 6   | 2     | 6  |                  |
| Tournai     | 50.088    | 39     | 20 | 7       | 10  | 2     | .  |                  |
| Seraing     | 38.471    | 39     | 26 | 5       | 3   | 3     | 1  | 1 (agir)         |
| Verviers    | 36.581    | 37     | 9  | 6       | 14  | 2     | 2  | 3 (VA) 1 (agir)  |
| Mouscron    | 35.647    | 37     | 11 | 4       | 15  | 5     | .  | 1 (ADM) 1 (agir) |

### Région de Bruxelles-Capitale
| Commune              | Électeurs | Sièges | PS      | PRL      | FDF | PSC          | Ecolo | FN | Vl.Blok | Autres             |
| -------------------- | --------- | ------ | ------- | -------- | --- | ------------ | ----- | -- | ------- | ------------------ |
| Bruxelles            | 69.458    | 47     | 9       | 10       | 5   | 13 (BSC-CVB) | 3     | 4  | 1       | 2 (CVP-VLD)        |
| Schaerbeek           | 50.723    | 47     | 4       | 9 (+VLD) | 7   | 4            | 5     | 5  | 0       | 11 (LB) 2 (IDS-SP) |
| Anderlecht           | 52.630    | 43     | 13 (LB) | 7        | 5   | 3            | 4     | 6  | 1       | 4 (ANDERL)         |
| Ixelles              | 38.867    | 41     | 6       | 24 (LB)  | .   | 3            | 5     | 3  | 0       |                    |
| Uccle                | 46.928    | 41     | 4       | 20 (LB)  | 7   | 5            | 3     | 2  | 0       |                    |
| Molenbeek-Saint-Jean | 33.893    | 39     | 16 (LB) | 7        | 4   | 1            | 3     | 7  | 1       |                    |